# Хлебаров, Димитр
Димитр Панайотов Хлебаров (болг. Димитър Панайотов Хлебаров; 3 сентября 1934, Ямбол — 28 октября 2009) — болгарский легкоатлет, выступавший в прыжках с шестом. Участник летних Олимпийских игр 1960 и 1964 годов.

## Биография
Димитр Хлебаров родился 3 сентября 1934 года в болгарском городе Ямбол.
Выступал в легкоатлетических соревнованиях за софийский «Академик». Был чемпионом и рекордсменом Болгарии в прыжках с шестом.
Серебряный призёр Спартакиады дружественных армий 1958.
В 1960 году вошёл в состав сборной Болгарии на летних Олимпийских играх в Риме. В прыжках с шестом занял 11-е место, показав результат 4,30 метра и уступив 40 сантиметров завоевавшему золото Дону Брэггу из США.
В 1961 году завоевал золотую медаль летней Универсиады в Софии.
В том же году был признан лучшим спортсменом Болгарии.
В 1964 году вошёл в состав сборной Болгарии на летних Олимпийских играх в Токио. В прыжках с шестом не смог преодолеть квалификацию, не взяв высоту 4,40 метра ни в одной из трёх попыток.
После окончания выступлений работал тренером. В течение многих лет был заведующим кафедрой спорта в Софийском университете имени святого Климента Охридского.
Заслуженный мастер спорта Болгарии. Заслуженный тренер Болгарии.
Умер 28 октября 2009 года.

## Личный рекорд
- Прыжки с шестом — 4,96 (26 сентября 1965, София)[1]